# جام نمایشگاه گلاسگو ۱۸۸۸
جام نمایشگاه یک تورنمنت فوتبال بود که در گلاسگو، اسکاتلند برگزار شد. این رقابت در اوایل فصل همزمان با نمایشگاه بین‌المللی علم، هنر و صنعت برگزار شد؛ تیم کولرز برنده مسابقات شد و سلتیک را در فینال شکست داد. مسابقاتی که در ماه اوت ۱۸۸۸ با فینال در ۶ سپتامبر برگزار شد، در زمین‌های تفریحی دانشگاه گلاسگو در گیلمورهیل (امروزه توسط بخش‌های مختلف موسسه مانند ساختمان کلوین فیزیک و ساختمان جانورشناسی گراهام کر اشغال شده است) برگزار شد. نزدیک به سایت اصلی نمایشگاه در کلوینگروو. در حالی که به برندگان مسابقات یک جایزه زیبا اهدا شد، به نفر دوم نشان‌های طلا اهدا شد.
اگرچه لیگ فوتبال اسکاتلند هنوز تشکیل نشده بود، جام نمایشگاهی را می‌توان چیزی شبیه به یک تورنمنت درجه دوم در نظر گرفت، زیرا هیچ یک از شرکت‌کنندگان در ۱۵ سال اول حضورش برنده یا فینالیست جام اسکاتلند نبودند. با این حال، این تورنمنت برای سلتیک اهمیت تاریخی دارد، زیرا این اولین فینالی بود که باشگاه بازی کرد، که تنها چند ماه قبل تشکیل شد و اولین شکست آنها در تاریخ بود. نتیجه به‌عنوان شگفت‌انگیز تلقی می‌شد، زیرا سلتیک یک تیم قوی از بازیکنان باتجربه، عمدتاً با ارتباطات ایرلندی، از هیبرنین و رنتون جمع‌آوری کرده بود، اگرچه کولرز نیز تیم خود را با بازیکنان مهمان تقویت کرد. این دو تیم چند هفته بعد دوباره در دور دوم جام اسکاتلند ۱۸۸۸-۸۹ دوباره به مصاف هم رفتند، سلتیک این بار قاطعانه ۸-۰ پیروز شد، و به فینال رفت و به لانارک سوم باخت. سلتیک همچنین به فینال جام شمال شرق گلاسگو در سال ۱۸۸۹ صعود کرد، جایی که آنها انتقام بیشتری از کولرز گرفتند و آنها را ۶-۱ شکست دادند و اولین جام خود را به دست آوردند.

## مرحله یک‌هشتم
| تیم ۱            | نتیجه | تیم ۲            |
| ---------------- | ----- | ---------------- |
| آبرکورن          | ۱–۱   | سلتیک            |
| کلاید            | ؟     | نورثرن           |
| سنت میرن         | ۴–۲   | دایکبار          |
| دومبارتون اتلتیک | ۲–۱   | مورتون           |
| کولرز            | ۹–۱   | تیستل            |
| کیلبیرنی         | ۱–۱   | کیلمارنوک        |
| پاتریک تیسل      | ۵–۲   | ایردریونیانز     |
| آلبیون روفرز     | ۴–۳   | ایست استایلینگشا |

### بازی دوباره
| تیم ۱     | نتیجه | تیم ۲    |
| --------- | ----- | -------- |
| کیلمارنوک | ۰–۱   | کیلبیرنی |
| سلتیک     | ؟     | آبرکورن  |

## مرحله یک‌چهارم
| تیم ۱       | نتیجه | تیم ۲            |
| ----------- | ----- | ---------------- |
| کولرز       | ۵–۰   | کلاید            |
| پاتریک تیسل | ۲–۱   | کیلبیرنی         |
| سنت میرن    | ۱–۱   | آلبیون روفرز     |
| سلتیک       | ۳–۱   | دومبارتون اتلتیک |

### بازی دوباره
| تیم ۱        | نتیجه | تیم ۲    |
| ------------ | ----- | -------- |
| آلبیون روفرز | ۰–۴   | سنت میرن |

## نیمه نهایی
| تیم ۱ | نتیجه | تیم ۲       |
| ----- | ----- | ----------- |
| سلتیک | ۱–۰   | پاتریک تیسل |
| کولرز | ۱–۰   | سنت میرن    |

## فینال
| کولرز                    | ۲–۰   | سلتیک |
| ------------------------ | ----- | ----- |
| استیوارت ۵۰' · بیشاب ۶۵' | گزارش |       |

| کولرز | سلتیک |

| کولرز: |  |                                     |
|        |  |                                     |
| GK     |  | توماس داف                           |
| RB     |  | جان مک‌کارتنی                        |
| LB     |  | ویلیام مک‌لئود                       |
| RH     |  | آلان استیوارت (قرضی از کویینز پارک) |
| CH     |  | الکساندر سینکلر                     |
| LH     |  | جیمز مک‌فرسون                        |
| OR     |  | اندرو بیشاب                         |
| IR     |  | تام مک‌اینز                          |
| CF     |  | جیمز همیلتون                        |
| IL     |  | جیمز مک‌کال (قرضی از رنتون)          |
| OL     |  | جان مک‌فرسون                         |

| سلتیک: |  |              |
|        |  |              |
| GK     |  | بیل دانینگ   |
| RB     |  | جیمز مک‌لارن  |
| LB     |  | الک کولینز   |
| RH     |  | توماس مک‌کئون |
| CH     |  | جیمز کلی     |
| LH     |  | پادی گالاچر  |
| OR     |  | نیل مک‌کالوم  |
| IR     |  | مایکل دونبار |
| CF     |  | ویلی گروفز   |
| IL     |  | جان کولمن    |
| OL     |  | جان او کانور |

## صفحه‌های مشابه
مسابقات قهرمانی فوتبال جهان
جام نمایشگاه امپراتوری
جام بین‌المللی نمایشگاه گلاسگو
جام نمایشگاه ادینبرو
جام سنت مونگو
جام تاج‌گذاری